# オルドーニョ2世
オルドーニョ2世 （Ordoño II de León、871年頃 - 924年6月）は、ガリシア王（在位：910年 - 924年）、レオン王（在位：914年 - 924年）。彼は自分の管理化に置かれたレオン王国の領土のみを従属させ、当時イベリア半島の大部分を征服していたイスラム教徒（ムスリム）との戦いに首尾よく戦った、精力的で積極的な統治者であった。彼の治世は、戦術的かつスムーズに、アストゥリアス王国から、既に王家の本拠となっていたレオンを首都とするレオン王国への移行を行ったことで特筆される。

## 生涯
オルドーニョは、アストゥリアス王アルフォンソ3世と王妃ヒメナの次男であった。父はオルドーニョを、バヌ・カシー家の宮廷で教育を受けさせようとサラゴサへ送った。彼は父の在位中に父とともに政治を行った。
理由は明らかでないが、909年にアルフォンソ3世の息子たちは父に対して反乱を起こした。オルドーニョの兄ガルシアは逮捕され、ガウソンの城に囚われた。1年後、アルフォンソ3世は息子たちによって廃位され、王国が分割された。レオン王国は長男ガルシアが、アストゥリアス王国は三男フルエーラが、ガリシア王国はオルドーニョが相続した。
ガルシア1世は弟のオルドーニョと距離を保ち、対立関係にあった。914年、子のないガルシア1世が死ぬと、オルドーニョがレオン王位についた。
オルドーニョ2世はその後、2つの前線において先祖が行ってきたキリスト教政体の拡大を続けた。王国の南西部で、彼はメリダやエヴォラを略奪し、彼が退去した後の土地を地元のイスラム教徒総督に購入するよう強いた。東部においては、パンプローナ王（ナバラ王）サンチョ1世と同盟し、コルドバの太守アブド・アッラフマーン3世と対抗した。917年、ムーア人たちはサン・エステバン・デ・ゴルマスの戦いで敗走した。翌年にバヌ・カシー家からアルネードとカラオーラを奪った。アブド・アル・ラフマーン3世の対応は厳しかった。920年に彼はオスマとサン・エステバン・デ・ゴルマス奪還のため軍を進軍させた。彼はナバラ領内を横断し、バルデフンケーラの戦いでキリスト教徒軍を破り、トゥイとサラマンカの司教を逮捕した。パンプローナ王国そのものを粉砕しようとしたにもかかわらず、彼は莫大な戦利品に対処しようとしたのである。
サンチョ1世の要請でやってきたオルドーニョ2世は、カスティーリャの伯爵たちが要請に応じず現れなかったことが敗退の原因であるとした。彼はテハーレスにカスティーリャの伯爵たちを集めさせ、彼らを殺害した。キリスト教軍は即時に反撃し、ラ・リオハを占領、ナバラにナヘラとビゲーラを併合した。
924年、サモラからレオンに戻る途中で死去した。

## 子女
最初の妃エルビラ・メネンデスとの間に以下の子供をもうけた。
- アルフォンソ4世（890年頃 - 933年） - レオン王（926年 - 931年）
- サンチョ・オルドニェス（英語版）（895年頃 - 929年没） - ガリシア王
- ラミロ2世（898年頃 - 951年） - レオン王（931年 - 951年）
- ガルシア（934年没） - オルドーニョ2世時代に公布された特許状において名前がみられる
- ヒメナ・オルドニェス

922年、アラゴンタ・ゴンサレスと再婚。王が彼女を拒絶したため離婚。子供なし。
923年、パンプローナ王サンチョ・ガルセス1世の娘サンチャと再婚したが、2人の間に子供はなかった。サンチャは王と死別後、アラバ伯アルバロ・エラメリスと再婚。再び死別後、カスティーリャ伯フェルナン・ゴンサレスと再々婚した。